# Linia kolejowa Grabina – Trąbczyn
Linia kolejowa Grabina – Trąbczyn – zlikwidowana linia kolejowa łącząca stację Grabina ze stacją Trąbczyn. Linia należała do Jarocińskiej Kolei Powiatowej.

## Historia
Linia została otwarta w 1943 roku. Linia była jednotorowa o rozstawie szyn wynoszącym 600 mm. Jej powstanie było powiązane z wydobyciem rudy darniowej w okolicach Grabiny. W tym celu w Trąbczynie zbudowano place składowej. W latach 60. przypadł największy ruch na linii. Transportowano nią wówczas buraki cukrowe i ziemniaki a także len do Witaszyc. W 1972 roku został na niej zawieszony ruch pasażerski i towarowy, a w 1979 roku linia została fizycznie zlikwidowana.